# Grez-sur-Loing
Pour les articles homonymes, voir Grez et Loing (homonymie).
Grez-sur-Loing est une commune française située dans le département de Seine-et-Marne, en région Île-de-France.
En 2022, elle compte 1 457 habitants.

## Géographie

### Localisation

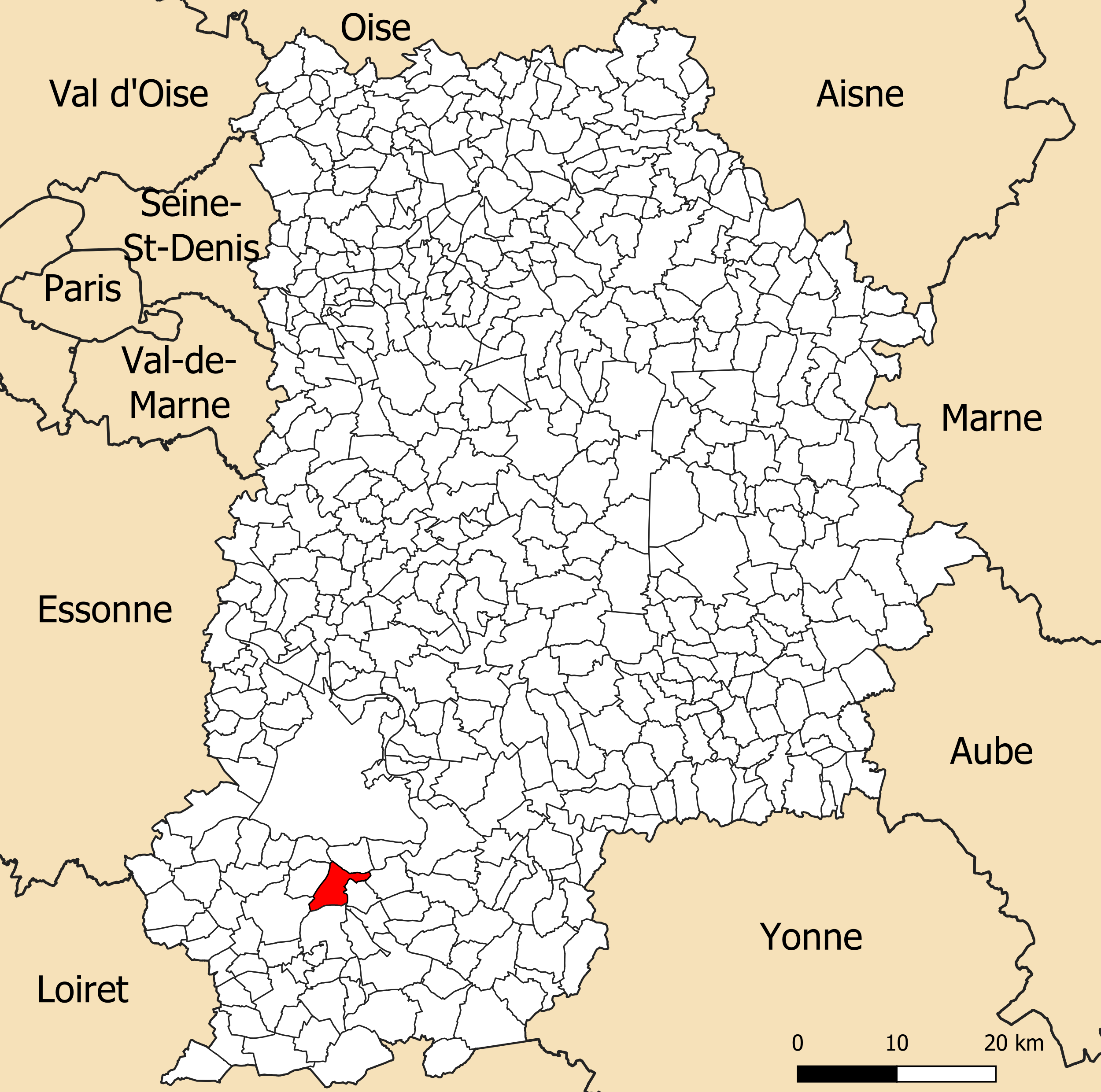
Localisation de Grez-sur-Loing dans le département de Seine-et-Marne.

La commune de Grez-sur-Loing se trouve dans le département de Seine-et-Marne, en région Île-de-France. Son territoire s'étend le long de la rive gauche de la rivière « le Loing » au nord de Nemours.
Elle se situe à 27,05 km par la route de Melun, préfecture du département, à 10,54 km de Fontainebleau, sous-préfecture et à 6,75 km de Nemours, bureau centralisateur du canton de Nemours dont dépend la commune depuis 2015. La commune fait en outre partie du bassin de vie de Nemours.

### Communes limitrophes

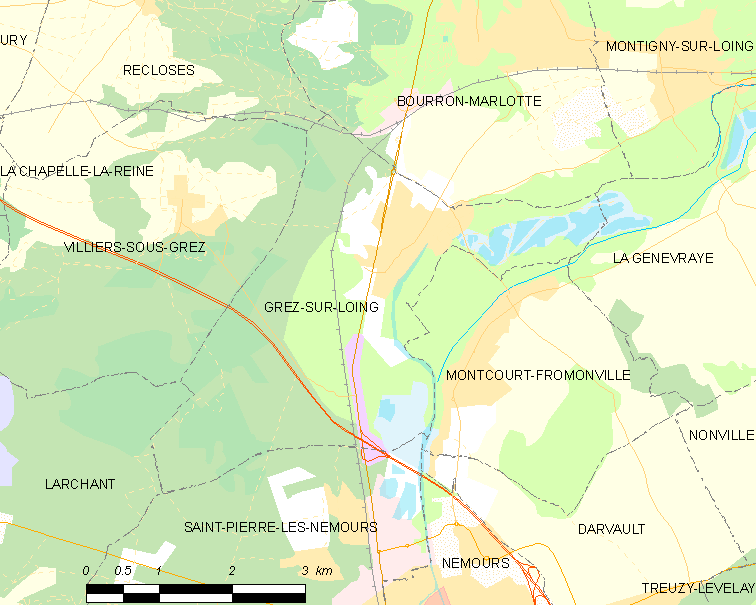
Carte des communes limitrophes de Grez-sur-Loing.

Les communes les plus proches sont :
Montcourt-Fromonville (1,5 km), Villiers-sous-Grez (3,1 km), Bourron-Marlotte (3,2 km), La Genevraye (4,3 km), Montigny-sur-Loing (4,7 km), Recloses (5,0 km), Nemours (5,2 km), Saint-Pierre-lès-Nemours (5,6 km).
| Recloses           | Bourron-Marlotte         |                       |
| Villiers-sous-Grez | Grez-sur-Loing           | La Genevraye          |
| Larchant           | Saint-Pierre-lès-Nemours | Montcourt-Fromonville |

### Géologie et relief
Le territoire de la commune se situe dans le sud du Bassin parisien, plus précisément au nord de la région naturelle du Gâtinais.
Géologiquement intégré au bassin parisien, qui est une région géologique sédimentaire, l'ensemble des terrains affleurants de la commune sont issus de l'ère géologique Cénozoïque (des périodes géologiques s'étageant du Paléogène au Quaternaire),.

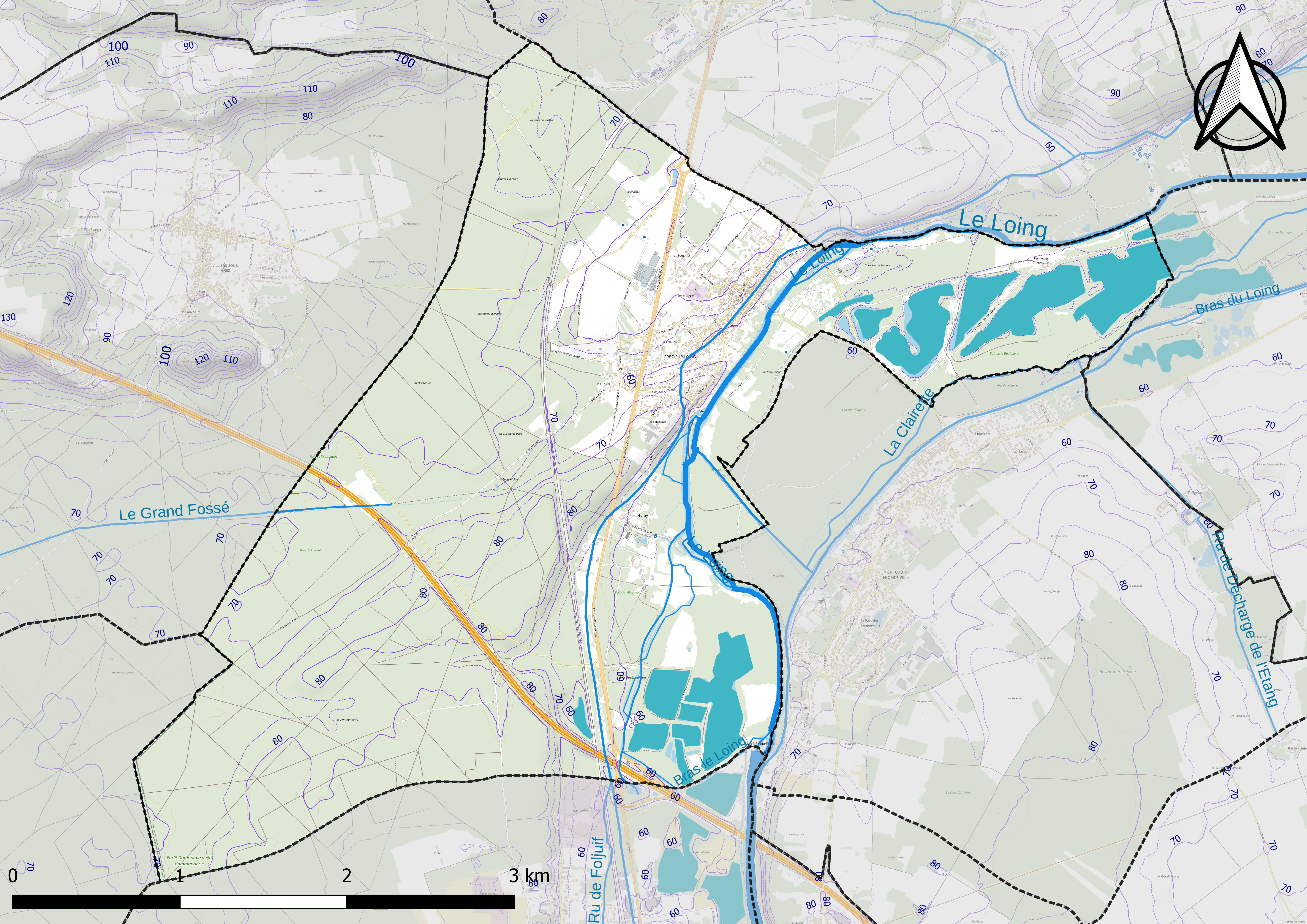
Carte du relief de Grez-sur-Loing.
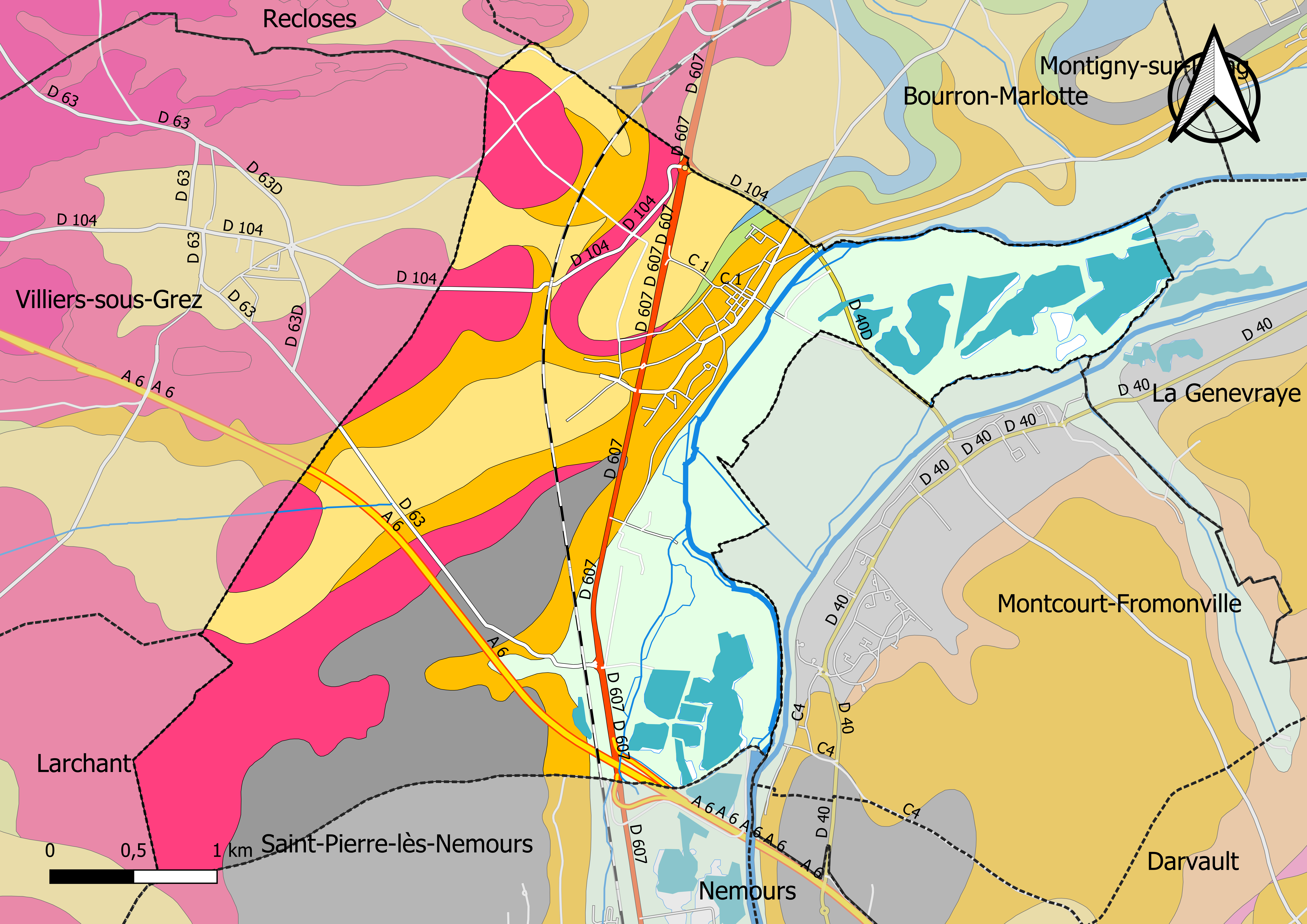
Carte géologique vectorisée et harmonisée de Grez-sur-Loing.

|  | LP : | Limon des plateaux de composition argilo-marneuse.                                |
|  | Fz : | Alluvions récentes : limons, argiles, sables, tourbes localement.                 |
|  | Fw : | Alluvions anciennes de haute terrasse (terrasse de 20-30 m) : sables et graviers. |

|  | g1SF | Sables de Fontainebleau, accessoirement grès en place ou peu remanié (versant).                |
|  | g1CB | Calcaire de Brie Stampien et meulières plio-quaternaire indifférenciées.                       |
|  | g1AR | Argile verte, Glaises à Cyrènes et/ou marnes vertes et blanches (argile verte de Romainville). |

|  | e7C : | Calcaire de Champigny, Calcaire de Château-Landon, marnes de Nemours. |

### Hydrographie

#### Réseau hydrographique

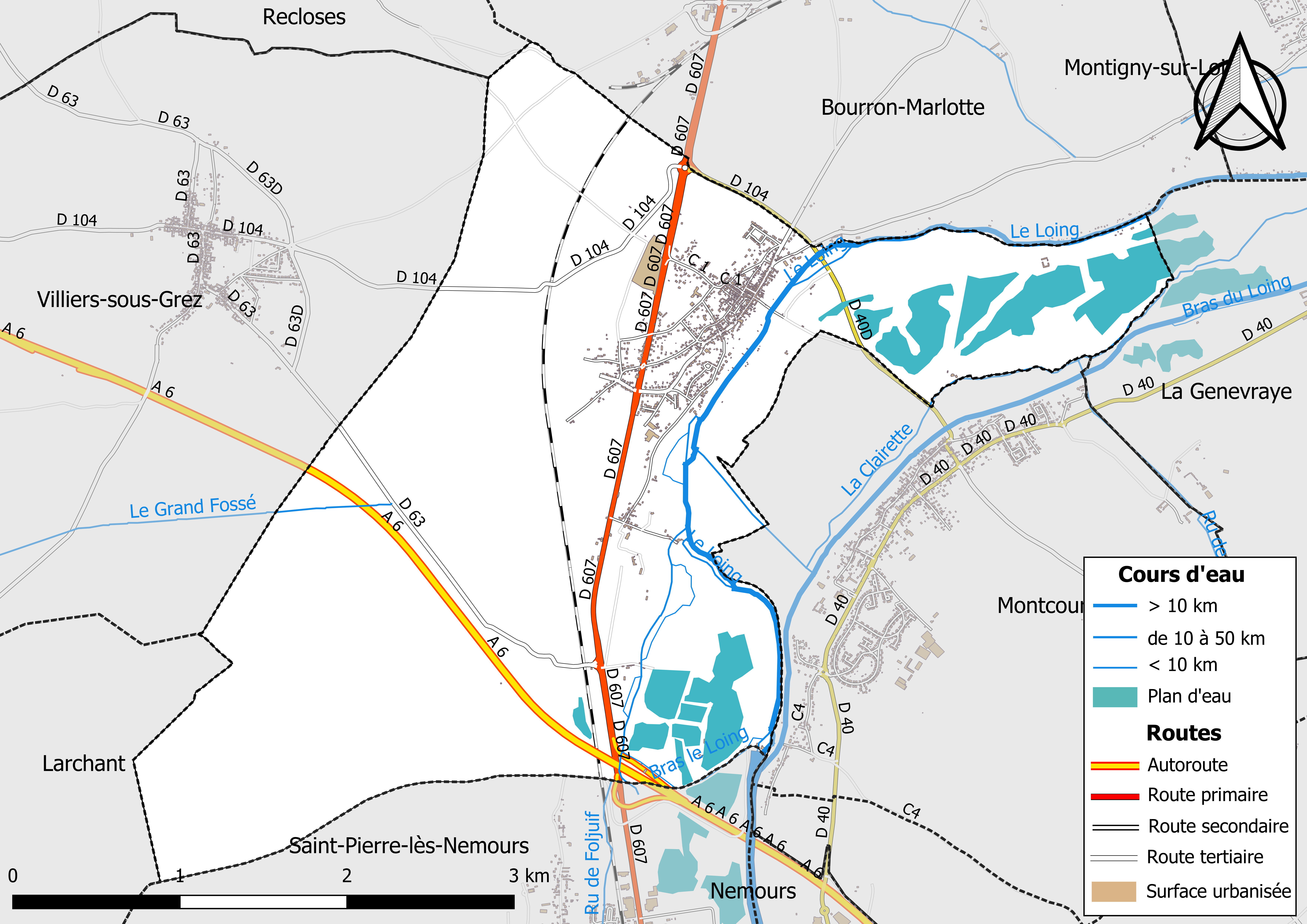
Carte des réseaux hydrographique et routier de Grez-sur-Loing.

Le réseau hydrographique de la commune se compose de quatorze cours d'eau référencés :
- la rivière le Loing, longue de 142,73 km[8], affluent en rive gauche de la Seine, ainsi que :
  - un bras de 0,24 km[9] ;
  - un bras de 0,35 km[10] ;
  - un bras de 0,47 km[11] ;
  - un bras de 0,49 km[12] ;
  - un bras[13] de 0,47 km[14] ;
  - un bras[13] de 1,03 km[15] ;
  - le canal 01 de Closeau, 1,04 km[16], et ;
  - la Clairette, 4,44 km[17], et ;
  - le cours d'eau 01 du Bois de l'Abreuvoir, 1,81 km[18], qui confluent avec le Loing ainsi que :
    - un bras[13] de 0,84 km[19] ;
    - un bras[13] de 0,31 km[20] ;
- le Grand Fossé, canal de 4,00 km[21] ;
- le ru de Foljuif, 1,82 km[22], conflue dans l'aqueduc du Loing ;

Par ailleurs, son territoire est également traversé par l’aqueduc du Loing et aussi baignée de nombreux étangs, vestiges d'anciennes gravières.
La longueur totale des cours d'eau sur la commune est de 15,63 km.

#### Gestion des cours d'eau
Afin d’atteindre le bon état des eaux imposé par la Directive-cadre sur l'eau du 23 octobre 2000, plusieurs outils de gestion intégrée s’articulent à différentes échelles : le SDAGE, à l’échelle du bassin hydrographique, et le SAGE, à l’échelle locale. Ce dernier fixe les objectifs généraux d’utilisation, de mise en valeur et de protection quantitative et qualitative des ressources en eau superficielle et souterraine. Le département de Seine-et-Marne est couvert par six SAGE, au sein du bassin Seine-Normandie.
La commune fait partie du SAGE « Nappe de Beauce et milieux aquatiques associés », approuvé le 11 juin 2013. Le territoire de ce SAGE couvre deux régions, six départements et compte 681 communes, pour une superficie de 9 722 km2. Le pilotage et l’animation du SAGE sont assurés par le Syndicat mixte du pays Beauce Gâtinais en Pithiverais, qualifié de « structure porteuse ».

### Climat
Pour des articles plus généraux, voir Climat de l'Île-de-France et Climat de Seine-et-Marne.
En 2010, le climat de la commune est de type climat océanique dégradé des plaines du Centre et du Nord, selon une étude du CNRS s'appuyant sur une série de données couvrant la période 1971-2000. En 2020, Météo-France publie une typologie des climats de la France métropolitaine dans laquelle la commune est exposée à un climat océanique altéré et est dans la région climatique Nord-est du bassin Parisien, caractérisée par un ensoleillement médiocre, une pluviométrie moyenne régulièrement répartie au cours de l’année et un hiver froid (3 °C).
Pour la période 1971-2000, la température annuelle moyenne est de 11,4 °C, avec une amplitude thermique annuelle de 15,9 °C. Le cumul annuel moyen de précipitations est de 722 mm, avec 11,1 jours de précipitations en janvier et 7,7 jours en juillet. Pour la période 1991-2020, la température moyenne annuelle observée sur la station météorologique la plus proche, située sur la commune de Nemours à 5 km à vol d'oiseau, est de 12,0 °C et le cumul annuel moyen de précipitations est de 690,3 mm,. Pour l'avenir, les paramètres climatiques de la commune estimés pour 2050 selon différents scénarios d'émission de gaz à effet de serre sont consultables sur un site dédié publié par Météo-France en novembre 2022.
| Mois                                  | jan.           | fév.           | mars           | avril         | mai             | juin          | jui.          | août           | sep.           | oct.            | nov.             | déc.             | année      |
| ------------------------------------- | -------------- | -------------- | -------------- | ------------- | --------------- | ------------- | ------------- | -------------- | -------------- | --------------- | ---------------- | ---------------- | ---------- |
| Température minimale moyenne (°C)     | 1,7            | 1,4            | 3,3            | 5,3           | 9               | 12,1          | 14,1          | 13,8           | 10,5           | 8,2             | 4,6              | 2,3              | 7,2        |
| Température moyenne (°C)              | 4,5            | 5,1            | 8,2            | 11            | 14,7            | 18,1          | 20,4          | 20,1           | 16,4           | 12,6            | 7,9              | 5                | 12         |
| Température maximale moyenne (°C)     | 7,3            | 8,8            | 13             | 16,7          | 20,4            | 24            | 26,7          | 26,5           | 22,2           | 17              | 11,1             | 7,8              | 16,8       |
| Record de froid (°C) date du record   | −13,3 08.01.10 | −13,4 07.02.12 | −11,7 01.03.05 | −4,6 06.04.21 | −0,9 05.05.1996 | 2 04.06.01    | 6,1 03.07.11  | 4,4 29.08.1993 | 0,5 30.09.1995 | −4,7 30.10.1997 | −10,9 24.11.1998 | −12,1 31.12.1996 | −13,4 2012 |
| Record de chaleur (°C) date du record | 17 01.01.23    | 21,6 27.02.19  | 26,8 31.03.21  | 29,2 20.04.18 | 32,9 28.05.17   | 38,7 18.06.22 | 42,5 25.07.19 | 41,1 06.08.03  | 35,9 08.09.23  | 29,9 02.10.23   | 23,4 07.11.15    | 17,9 07.12.00    | 42,5 2019  |
| Précipitations (mm)                   | 52             | 50             | 49,1           | 53,2          | 63,4            | 59,1          | 54,3          | 57,5           | 54,9           | 67,8            | 64               | 65               | 690,3      |

### Milieux naturels et biodiversité

#### Espaces protégés
La protection réglementaire est le mode d’intervention le plus fort pour préserver des espaces naturels remarquables et leur biodiversité associée,.
La réserve de biosphère « Fontainebleau et Gâtinais », créée en 1998 et d'une superficie totale de 150 544 ha, est un espace protégé sur le territoire communal. Cette réserve de biosphère, d'une grande biodiversité, comprend trois grands ensembles : une grande moitié ouest à dominante agricole, l’emblématique forêt de Fontainebleau au centre, et le Val de Seine à l’est. La structure de coordination est l'Association de la Réserve de biosphère de Fontainebleau et du Gâtinais, qui comprend un conseil scientifique et un Conseil Éducation, unique parmi les Réserves de biosphère françaises,,,.

#### Réseau Natura 2000

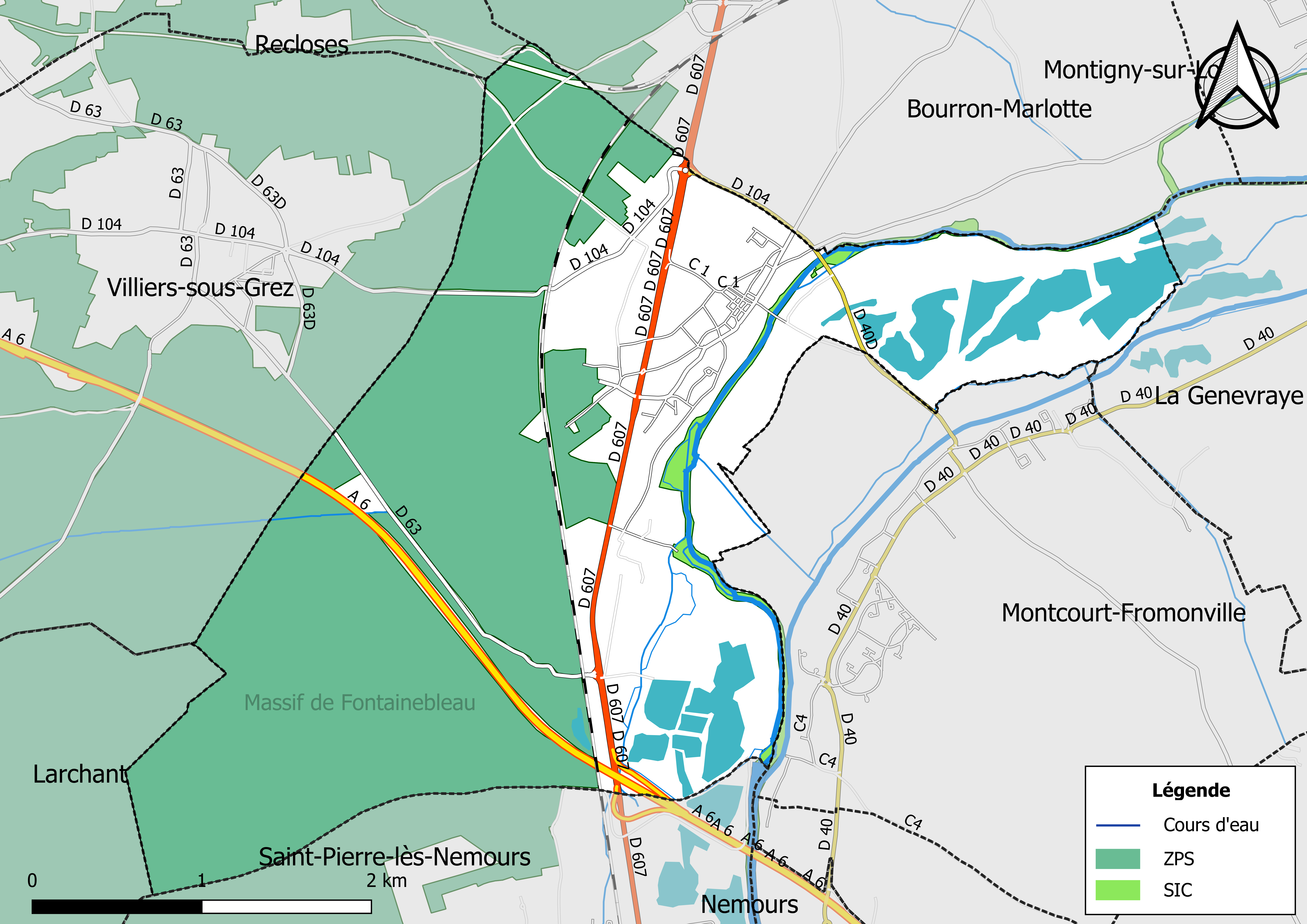
Sites Natura 2000 sur le territoire communal.

Le réseau Natura 2000 est un réseau écologique européen de sites naturels d’intérêt écologique élaboré à partir des Directives « Habitats » et « Oiseaux ». Ce réseau est constitué de Zones spéciales de conservation (ZSC) et de Zones de protection spéciale (ZPS). Dans les zones de ce réseau, les États Membres s'engagent à maintenir dans un état de conservation favorable les types d'habitats et d'espèces concernés, par le biais de mesures réglementaires, administratives ou contractuelles.
Deux sites Natura 2000 ont été définis sur la commune au titre de la « directive Habitats », :
- le « Massif de Fontainebleau », d'une superficie de 28 063 ha. Cet espace constitue le plus ancien exemple français de protection de la nature. Les alignements de buttes gréseuses alternent avec les vallées sèches. Les conditions de sols, d'humidité et d'expositions sont très variées. La forêt de Fontainebleau est réputée pour sa remarquable biodiversité animale et végétale. Ainsi, elle abrite la faune d'arthropodes la plus riche d'Europe (3 300 espèces de coléoptères, 1 200 de lépidoptères) ainsi qu'une soixantaine d'espèces végétales protégées[41] ;
- les « Rivières du Loing et du Lunain », d'une superficie de 400 ha, deux vallées de qualité remarquable pour la région Île-de-France accueillant des populations piscicoles diversifiées dont le Chabot, la Lamproie de Planer, la Loche de Rivière et la Bouvière[42],[43].

un au titre de la « directive Oiseaux », :
- le « Massif de Fontainebleau », d'une superficie de 28 092 ha[44].

#### Zones naturelles d'intérêt écologique, faunistique et floristique

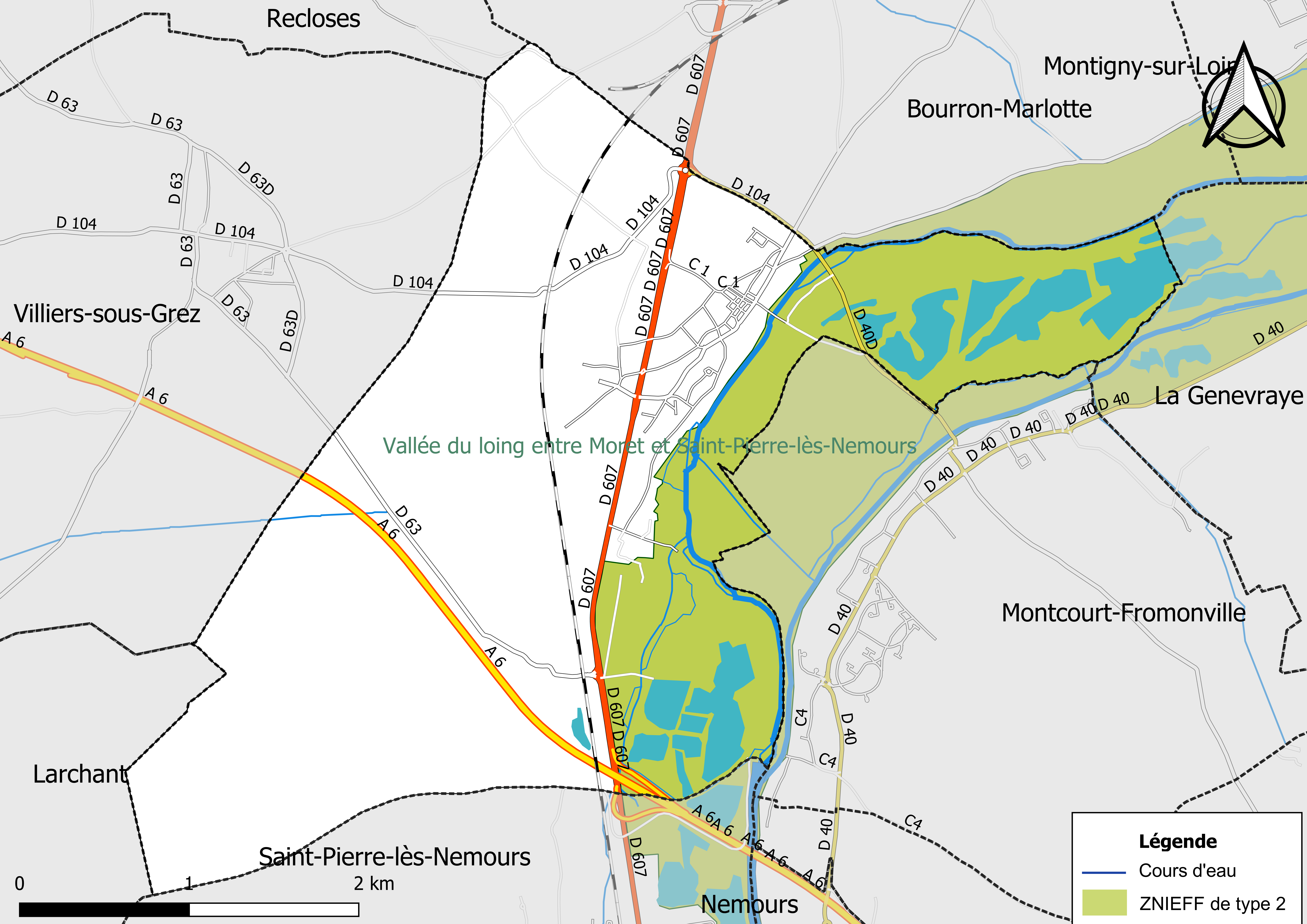
Carte des ZNIEFF de type 2 localisées sur la commune.

L’inventaire des zones naturelles d'intérêt écologique, faunistique et floristique (ZNIEFF) a pour objectif de réaliser une couverture des zones les plus intéressantes sur le plan écologique, essentiellement dans la perspective d’améliorer la connaissance du patrimoine naturel national et de fournir aux différents décideurs un outil d’aide à la prise en compte de l’environnement dans l’aménagement du territoire.
Le territoire communal de Grez-sur-Loing comprend une ZNIEFF de type 2,,,
la « vallée du Loing entre Moret et Saint-Pierre-Lès-Nemours » (1 749,77 ha), couvrant 13 communes du département.

## Urbanisme

### Typologie
Au 1er janvier 2024, Grez-sur-Loing est catégorisée bourg rural, selon la nouvelle grille communale de densité à sept niveaux définie par l'Insee en 2022.
Elle est située hors unité urbaine. Par ailleurs la commune fait partie de l'aire d'attraction de Paris, dont elle est une commune de la couronne,. Cette aire regroupe 1 929 communes,.

### Occupation des sols
L'occupation des sols de la commune, telle qu'elle ressort de la base de données européenne d’occupation biophysique des sols Corine Land Cover (CLC), est marquée par l'importance des forêts et milieux semi-naturels (71,4 % en 2018), une proportion sensiblement équivalente à celle de 1990 (71,3 %). La répartition détaillée en 2018 est la suivante :
forêts (71,37 %),
eaux continentales (9,83 %),
zones urbanisées (9,39 %),
prairies (4,72 %),
zones agricoles hétérogènes (2,83 %),
zones industrielles ou commerciales et réseaux de communication (2,32 %).
| Type d’occupation | 1990      | 1990    | 2018      | 2018    | Bilan     |
| --- | --------- | ------- | --------- | ------- | --------- |
| Territoires artificialisés (zones urbanisées, zones industrielles ou commerciales et réseaux de communication, mines, décharges et chantiers, espaces verts artificialisés ou non agricoles) | 132,38 ha | 10,13 % | 152,95 ha | 11,70 % | 20,57 ha  |
| Territoires agricoles (terres arables, cultures permanentes, prairies, zones agricoles hétérogènes)                                                                                          | 113,39 ha | 8,68 %  | 92,82 ha  | 7,10 %  | −20,57 ha |
| Forêts et milieux semi-naturels (forêts, milieux à végétation arbustive et/ou herbacée, espaces ouverts sans ou avec peu de végétation)                                                      | 932,30 ha | 71,34 % | 932,71 ha | 71,37 % | 0,40 ha   |
| Surfaces en eau (eaux continentales, eaux maritimes) | 128,83 ha | 9,86 %  | 128,43 ha | 3,32 %  | 0,40 ha   |

Parallèlement, L'Institut Paris Région, agence d'urbanisme de la région Île-de-France, a mis en place un inventaire numérique de l'occupation du sol de l'Île-de-France, dénommé le MOS (Mode d'occupation du sol), actualisé régulièrement depuis sa première édition en 1982. Réalisé à partir de photos aériennes, le Mos distingue les espaces naturels, agricoles et forestiers mais aussi les espaces urbains (habitat, infrastructures, équipements, activités économiques, etc.) selon une classification pouvant aller jusqu'à 81 postes, différente de celle de Corine Land Cover,,. L'Institut met également à disposition des outils permettant de visualiser par photo aérienne l'évolution de l'occupation des sols de la commune entre 1949 et 2018.

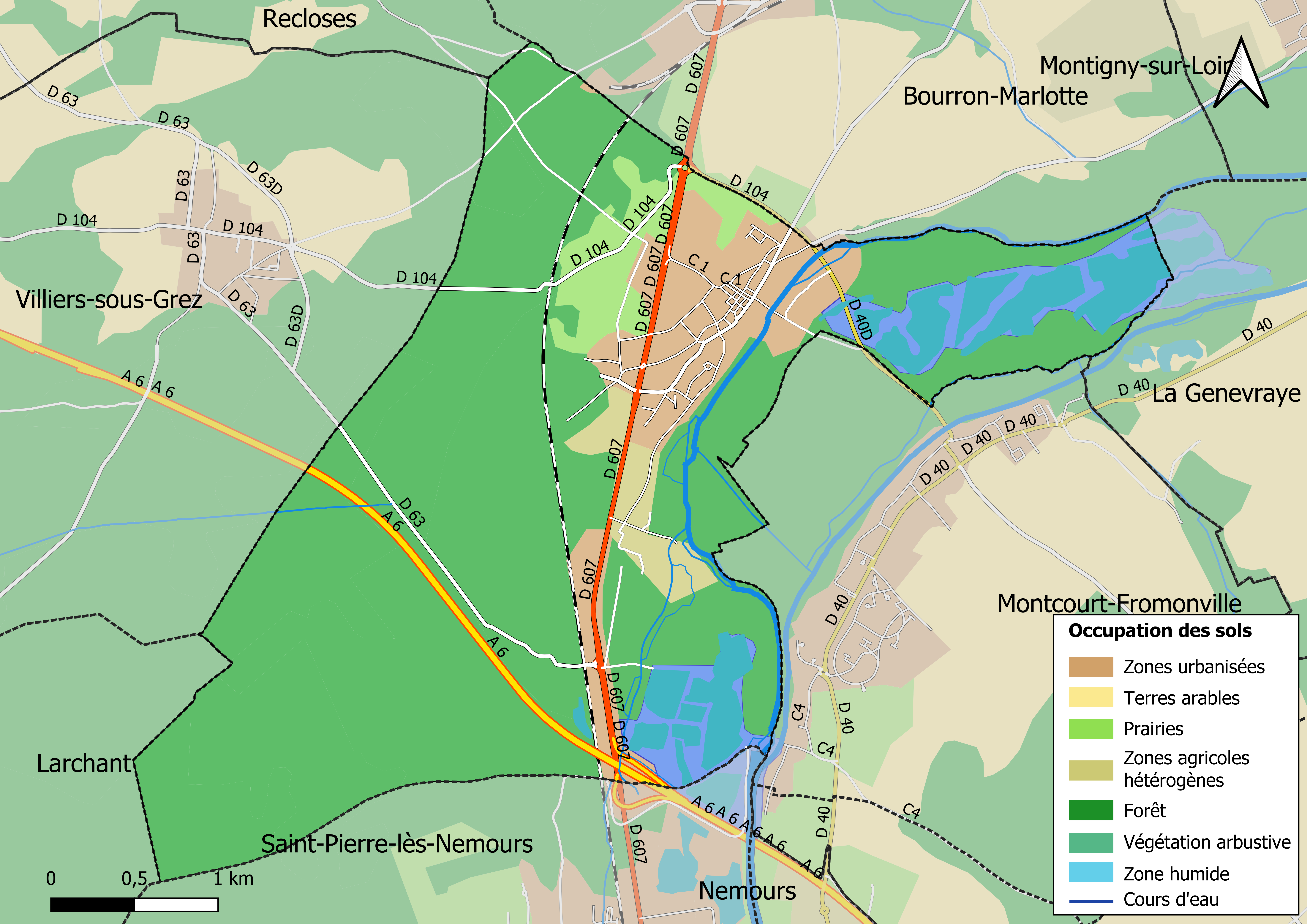
Carte des infrastructures et de l'occupation des sols en 2018 (CLC) de la commune.
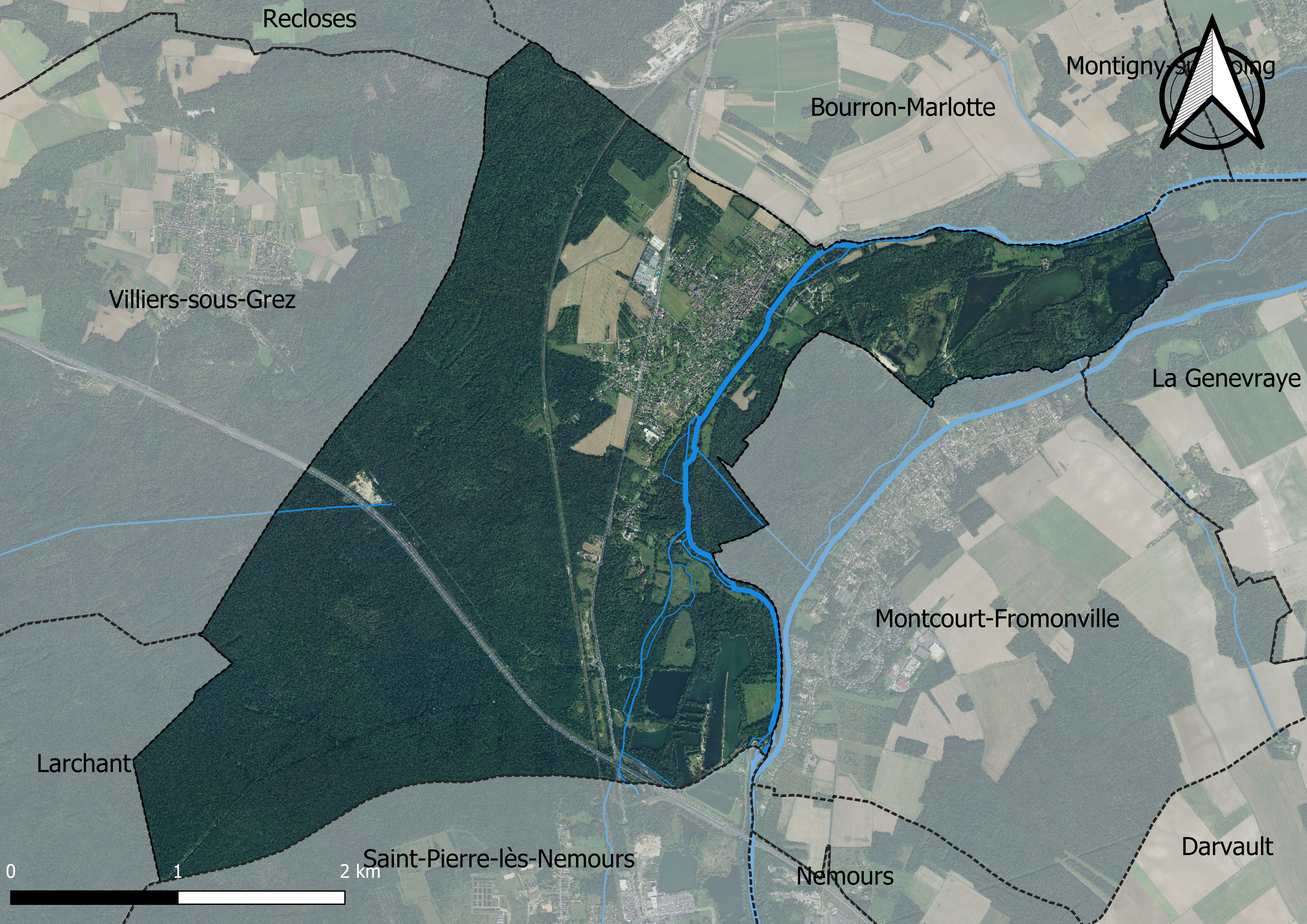
Carte orhophotogrammétrique de la commune.

### Planification
La loi SRU du 13 décembre 2000 a incité les communes à se regrouper au sein d’un établissement public, pour déterminer les partis d’aménagement de l’espace au sein d’un SCoT, un document d’orientation stratégique des politiques publiques à une grande échelle et à un horizon de 20 ans et s'imposant aux documents d'urbanisme locaux, les PLU (Plan local d'urbanisme). La commune est dans le territoire du SCOT Nemours Gâtinais, approuvé le 5 juin 2015 et porté par le syndicat mixte d’études et de programmation (SMEP) Nemours-Gâtinais.
La commune disposait en 2019 d'un plan local d'urbanisme en révision. Le zonage réglementaire et le règlement associé peuvent être consultés sur le Géoportail de l'urbanisme.

### Lieux-dits et écarts

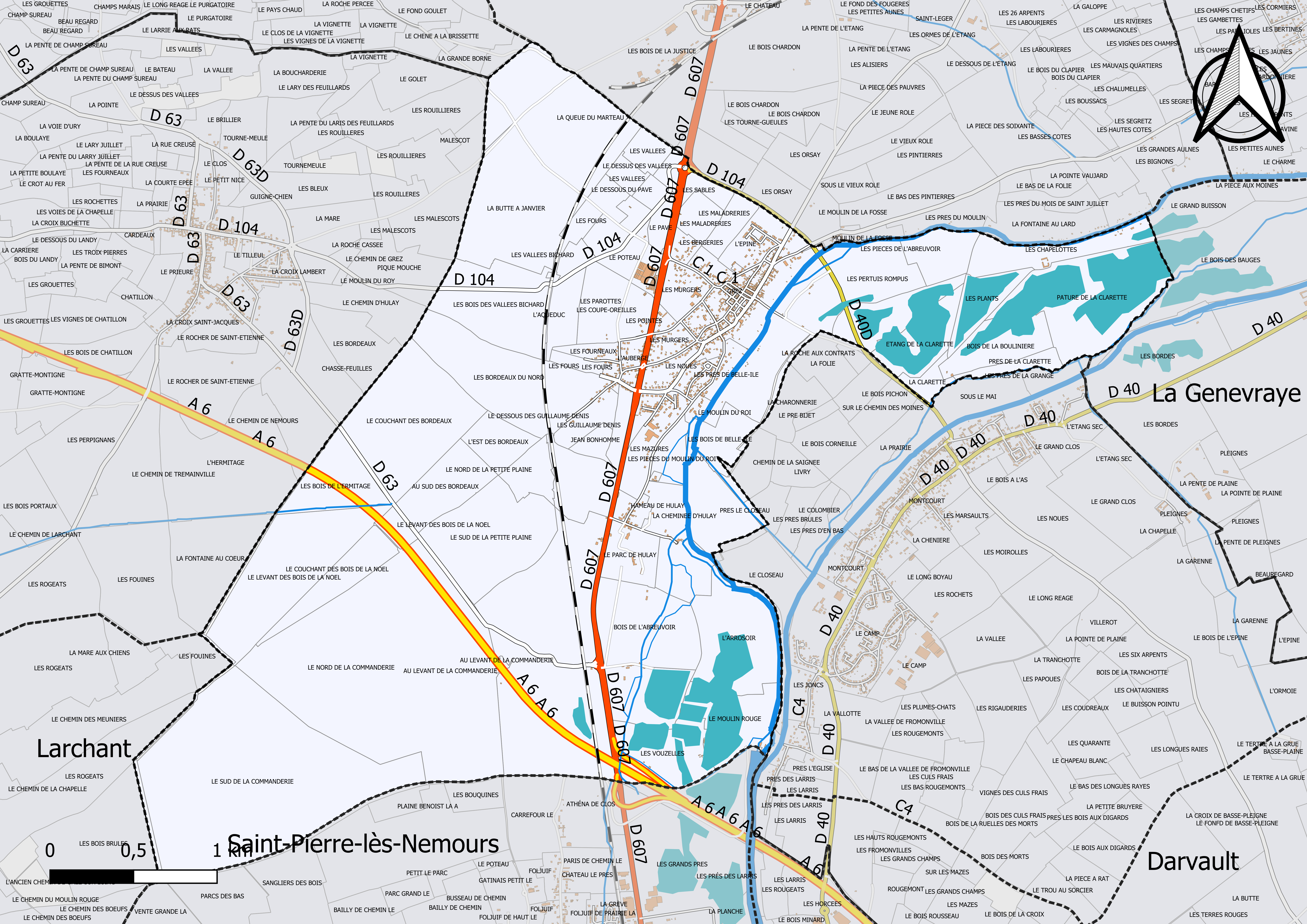
Carte du cadastre de la commune de Grez-sur-Loing.

La commune compte 85 lieux-dits administratifs répertoriés consultables ici (source : le fichier Fantoir) dont Hulay, l'Auberge, l'Épine.

### Logement
En 2016, le nombre total de logements dans la commune était de 683 dont 93 % de maisons et 6,6 % d'appartements.
Parmi ces logements, 85,2 % étaient des résidences principales, 9,2 % des résidences secondaires et 5,6 % des logements vacants.
La part des ménages fiscaux propriétaires de leur résidence principale s'élevait à 82,2 % contre 15,7 % de locataires dont, 0,5 % de logements HLM loués vides (logements sociaux) et, 2,1 % logés gratuitement.

### Voies de communication et transports

#### Voies de communication
La ligne de chemin de fer de Moret - Veneux-les-Sablons à Lyon-Perrache traverse le territoire de la commune du nord au sud.
Le territoire de la commune est traversé, du nord-ouest au sud-est, par l'autoroute A6. Celle-ci est accessible par les diffuseurs no 15 (Fontainebleau) et no 16 (Nemours) situés au sud-est de Grez-sur-Loing.
Plusieurs routes départementales relient Grez-sur-Loing aux communes voisines :
- la D 40D, à Moncourt-Fromonville, au nord-est ;
- la D 63, à Villiers-sous-Grez, au nord-ouest ;
- la D 104, à Villiers-sous-Grez, à l'ouest ; et à Bourron-Marlotte, au nord ;
- la D 607 (l'ancienne route nationale 7), à Bourron-Marlotte, au nord ; et à Saint-Pierre-lès-Nemours, au sud.

#### Transports
La gare de Bourron-Marlotte - Grez, située à proximité sur le territoire la commune de Bourron-Marlotte, est desservie par les trains de la ligne R du réseau Transilien qui effectuent les liaisons Paris - Montargis.
Grez-sur-Loing est desservie par sept lignes du réseau de bus Vallée du Loing - Nemours :
- la ligne 7A, qui relie Saint-Pierre-lès-Nemours à Fontainebleau ;
- la ligne 7B, qui relie Nemours à Avon ;
- la ligne 7C, qui relie Grez-sur-Loing à Nemours ;
- la ligne 7D, qui relie Montigny-sur-Loing à Nemours ;
- la ligne 17B, qui relie Souppes-sur-Loing à Héricy ;
- la ligne 18B, qui relie Saint-Pierre-lès-Nemours à Montereau-Fault-Yonne ;
- la ligne 34, qui relie Château-Landon à Melun.

## Toponymie
- Prior Grassit - Graissium - Gresseium - Graiz-en-Gastinois-lez-Saint-Mathurin - Grez-sur-Loing depuis le 3 décembre 1892[57].

Grez : mot de l'ancien français qui désigne un « terrain rocailleux » à l’époque gallo-romaine.

## Histoire
Le comté du Gâtinais est annexé au domaine royal en 1068 par le roi Philippe Ier.
- Autrefois appelée Grès-en-Gâtinais, la ville était alors très importante au XIIIe siècle, dépendant du douaire de Blanche de Castille. Ses quatre portes (de Paris, Saint-Jacques, de la croix Bussie et celle du vieux Pont de pierres) ne la protégèrent que très modérément - bien que relevées pour l'occasion - des exactions de la guerre de Cent Ans : le village, comme beaucoup d'autres dans la région, fut incendié en 1358 par les Anglais. Son histoire ne fut plus lors qu'une lente déchéance : si Grez disposait d'un marché important, d'un notariat royal et d'assises judiciaires, la ville ne put endiguer sa perte d'influence.
- Le château tomba peu à peu en ruine (beaucoup des magnifiques maisons du village en récupérèrent les pierres), les assises lui échappèrent et l'invasion prussienne de 1870 lui porta un coup économique fatal. Néanmoins, bénéficiant comme d'autres communes de Seine-et-Marne d'un fort potentiel artistique, le village - par la douceur de ses paysages bordés du Loing et de la forêt de Fontainebleau, ainsi que grâce à la proximité de Paris - parvint à séduire, vers la fin du XIXe siècle, de nombreux peintres y compris suédois, qui prenaient pension chez les Laurent ou à l'hôtel Chevillon.
- La commanderie des Templiers : Sur la commune de Grez-sur-Loing se situait la commanderie de Beauvais-en-Gâtinais. On ne trouve pas de trace au-delà de la seconde moitié du XIIIe siècle même si les Templiers y avaient des biens depuis longtemps. Elle était située sur le chemin conduisant de Beauvais à Villiers-sous-Grez. Aujourd'hui, il ne reste que des caves, un puits, et des souterrains.

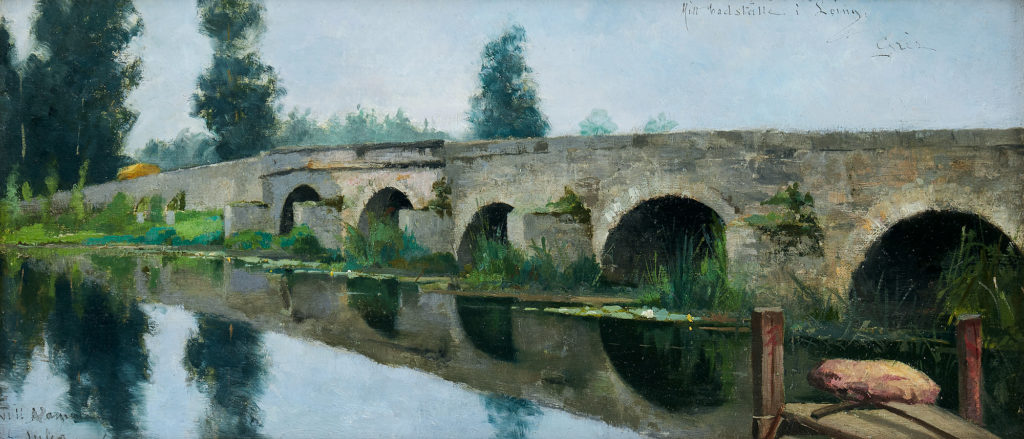
Julia Beck, Le pont de Grez, 1885, huile sur toile marouflée sur panneau.

- Julia Beck, Le pont de Grez, 1885, huile sur toile marouflée sur panneau.À partir des années 1860, sur les traces de Jean-Baptiste Corot qui peint son Pont de Grez, des artistes majoritairement scandinaves, mais aussi japonais, britanniques ou des États-Unis, se retrouvent à Grez afin de peindre sur le motif, travaillant en particulier le gris-bleuté particulier des étangs en sous-bois. Influencés par le mouvement impressionniste français, Ils forment la colonie internationale d'artistes de Grez-sur-Loing[58]. Ils descendent dans les deux auberges situées au bord du Loing :  l’hôtel Chevillon, et l’hôtel Beauséjour ou Pension Laurent[59].

## Politique et administration

### Liste des maires
| Période      | Période      | Identité             | Étiquette | Qualité                          |
| ------------ | ------------ | -------------------- | --------- | -------------------------------- |
| 1945         | octobre 1947 | Fernande Sadler      |           | Artiste peintre et historienne   |
| octobre 1947 | mai 1953     | Edouard Crépin       |           |                                  |
| mai 1953     | mars 1965    | Maurice Dezert       |           |                                  |
| mars 1965    | mars 2014    | Jean-Claude Boixière |           | Ingénieur divisionnaire DDE      |
| mars 2014    | En cours     | Jean Lucan           |           | Cadre de l'industrie en retraite |

## Équipements et services

### Eau et assainissement
L’organisation de la distribution de l’eau potable, de la collecte et du traitement des eaux usées et pluviales relève des communes. La loi NOTRe de 2015 a accru le rôle des EPCI à fiscalité propre en leur transférant cette compétence. Ce transfert devait en principe être effectif au 1er janvier 2020, mais la loi Ferrand-Fesneau du 3 août 2018 a introduit la possibilité d’un report de ce transfert au 1er janvier 2026,.

#### Assainissement des eaux usées
En 2020, la commune de Grez-sur-Loing gère le service d’assainissement collectif (collecte, transport et dépollution) en régie directe, c’est-à-dire avec ses propres personnels.
L’assainissement non collectif (ANC) désigne les installations individuelles de traitement des eaux domestiques qui ne sont pas desservies par un réseau public de collecte des eaux usées et qui doivent en conséquence traiter elles-mêmes leurs eaux usées avant de les rejeter dans le milieu naturel. La commune assure le service public d'assainissement non collectif (SPANC), qui a pour mission de vérifier la bonne exécution des travaux de réalisation et de réhabilitation, ainsi que le bon fonctionnement et l’entretien des installations,.

#### Eau potable
En 2020, l'alimentation en eau potable est assurée par le SIAEP de Grez-sur-Loing, Montcourt-Fromonville qui en a délégué la gestion à l'entreprise Veolia, dont le contrat expire le 31 décembre 2019,,.
Les nappes de Beauce et du Champigny sont classées en zone de répartition des eaux (ZRE), signifiant un déséquilibre entre les besoins en eau et la ressource disponible. Le changement climatique est susceptible d’aggraver ce déséquilibre. Ainsi afin de renforcer la garantie d’une distribution d’une eau de qualité en permanence sur le territoire du département, le troisième Plan départemental de l’eau signé, le 3 octobre 2017, contient un plan d’actions afin d’assurer avec priorisation la sécurisation de l’alimentation en eau potable des Seine-et-Marnais. A cette fin a été préparé et publié en décembre 2020 un schéma départemental d’alimentation en eau potable de secours dans lequel huit secteurs prioritaires sont définis. La commune fait partie du secteur Bocage.

## Population et société

### Démographie
Les habitants sont appelés les Grézois.
L'évolution du nombre d'habitants est connue à travers les recensements de la population effectués dans la commune depuis 1793. Pour les communes de moins de 10 000 habitants, une enquête de recensement portant sur toute la population est réalisée tous les cinq ans, les populations de référence des années intermédiaires étant quant à elles estimées par interpolation ou extrapolation. Pour la commune, le premier recensement exhaustif entrant dans le cadre du nouveau dispositif a été réalisé en 2004.

En 2022, la commune comptait 1 457 habitants, en évolution de +3,04 % par rapport à 2016 (Seine-et-Marne : +3,92 %, France hors Mayotte : +2,11 %).
| 1793 | 1800 | 1806 | 1821 | 1831 | 1836 | 1841 | 1846 | 1851 |
| ---- | ---- | ---- | ---- | ---- | ---- | ---- | ---- | ---- |
| 533  | 542  | 550  | 591  | 600  | 608  | 618  | 620  | 606  |

| 1856 | 1861 | 1866 | 1872 | 1876 | 1881 | 1886 | 1891 | 1896 |
| ---- | ---- | ---- | ---- | ---- | ---- | ---- | ---- | ---- |
| 603  | 600  | 590  | 572  | 565  | 605  | 618  | 603  | 587  |

| 1901 | 1906 | 1911 | 1921 | 1926 | 1931 | 1936 | 1946 | 1954 |
| ---- | ---- | ---- | ---- | ---- | ---- | ---- | ---- | ---- |
| 589  | 637  | 561  | 535  | 564  | 538  | 561  | 524  | 633  |

| 1962 | 1968 | 1975  | 1982  | 1990  | 1999  | 2004  | 2006  | 2009  |
| ---- | ---- | ----- | ----- | ----- | ----- | ----- | ----- | ----- |
| 727  | 951  | 1 071 | 1 045 | 1 104 | 1 277 | 1 333 | 1 331 | 1 399 |

| 2014  | 2019  | 2022  | - | - | - | - | - | - |
| ----- | ----- | ----- | - | - | - | - | - | - |
| 1 413 | 1 413 | 1 457 | - | - | - | - | - | - |

## Économie

### Revenus de la population et fiscalité
En 2017, le nombre de ménages fiscaux de la commune était de 583, représentant 1 439 personnes et la  médiane du revenu disponible par unité de consommation  de 24 170 euros.

### Emploi
En 2017, le nombre total d’emplois dans la zone était de 217, occupant 663 actifs  résidants.
Le taux d'activité de la population (actifs ayant un emploi) âgée de 15 à 64 ans s'élevait à 72,2 % contre un taux de chômage de 7,6 %.
Les 20,1 % d’inactifs se répartissent de la façon suivante : 9,5 % d’étudiants et stagiaires non rémunérés, 5,9 % de retraités ou préretraités et 4,8 % pour les autres inactifs.

### Entreprises et commerces
En 2015, le nombre d'établissements actifs était de 135 dont 1 dans l'agriculture-sylviculture-pêche, 9 dans l’industrie, 19 dans la construction, 93 dans le commerce-transports-services divers et 13  étaient relatifs au secteur administratif.
Ces établissements ont pourvu 140 postes salariés.
- Zone artisanale, commerçants. Entreprise : R.S. Plastiques.

### Secteurs d'activité

#### Agriculture
Grez-sur-Loing est dans la petite région agricole dénommée le « Pays de Bière et Forêt de Fontainebleau », couvrant le Pays de Bière et la forêt de Fontainebleau. En 2010, aucune orientation technico-économique de l'agriculture ne se dégage sur la commune.
Si la productivité agricole de la Seine-et-Marne se situe dans le peloton de tête des départements français, le département enregistre un double phénomène de disparition des terres cultivables (près de 2 000 ha par an dans les années 1980, moins dans les années 2000) et de réduction d'environ 30 % du nombre d'agriculteurs dans les années 2010. Cette tendance se retrouve au niveau de la commune où le nombre d’exploitations est passé de 3 en 1988 à 0 en 2010.
Le tableau ci-dessous présente les principales caractéristiques des exploitations agricoles de Grez-sur-Loing, observées sur une période de 22 ans :
|                                      | 1988 | 2000 | 2010 |
| ------------------------------------ | ---- | ---- | ---- |
| Dimension économique,                |      |      |      |
| Nombre d’exploitations (u)           | 3    | 1    | 0    |
| Travail (UTA)                        | 4    | 2    | 0    |
| Surface agricole utilisée (ha)       | 115  | 257  | 0    |
| Cultures                             |      |      |      |
| Terres labourables (ha)              | 115  | s    | 0    |
| Céréales (ha)                        | 114  | s    |      |
| dont blé tendre (ha)                 | 46   | s    |      |
| dont maïs-grain et maïs-semence (ha) | s    | s    |      |
| Tournesol (ha)                       | 0    |      |      |
| Colza et navette (ha)                | 0    | s    |      |
| Élevage                              |      |      |      |
| Cheptel (UGBTA)                      | 2    | 0    |      |

## Culture locale et patrimoine

Campagne proche de Grez-sur-Loing, par Carl Trägårdh, 1889, collection du Nationalmuseum.

### Lieux et monuments
- L'église Notre-Dame-et-Saint-Laurent a été l'église d'un prieuré dépendant de Saint-Jean-le-Vif de Sens. Elle date du XIIe siècle. Elle abrite quelques tombes du XVIe siècle.  Classée MH (1907)[81].
- La tour de Ganne, construite par Louis VI en 1127, à la même époque que le château.  Classée MH (1907)[82].
- Le vieux pont, bâti entre le XIIe siècle et le XIVe siècle, plusieurs fois détruit depuis et restauré en 1980.  Inscrit MH (1926)[83].
- Le Tacot des Lacs, chemin de fer touristique à voie étroite et musée de matériel ferroviaire.
- Liste des objets inventoriés de la commune (base Palissy)[84].
- Château de la Bouleaunière

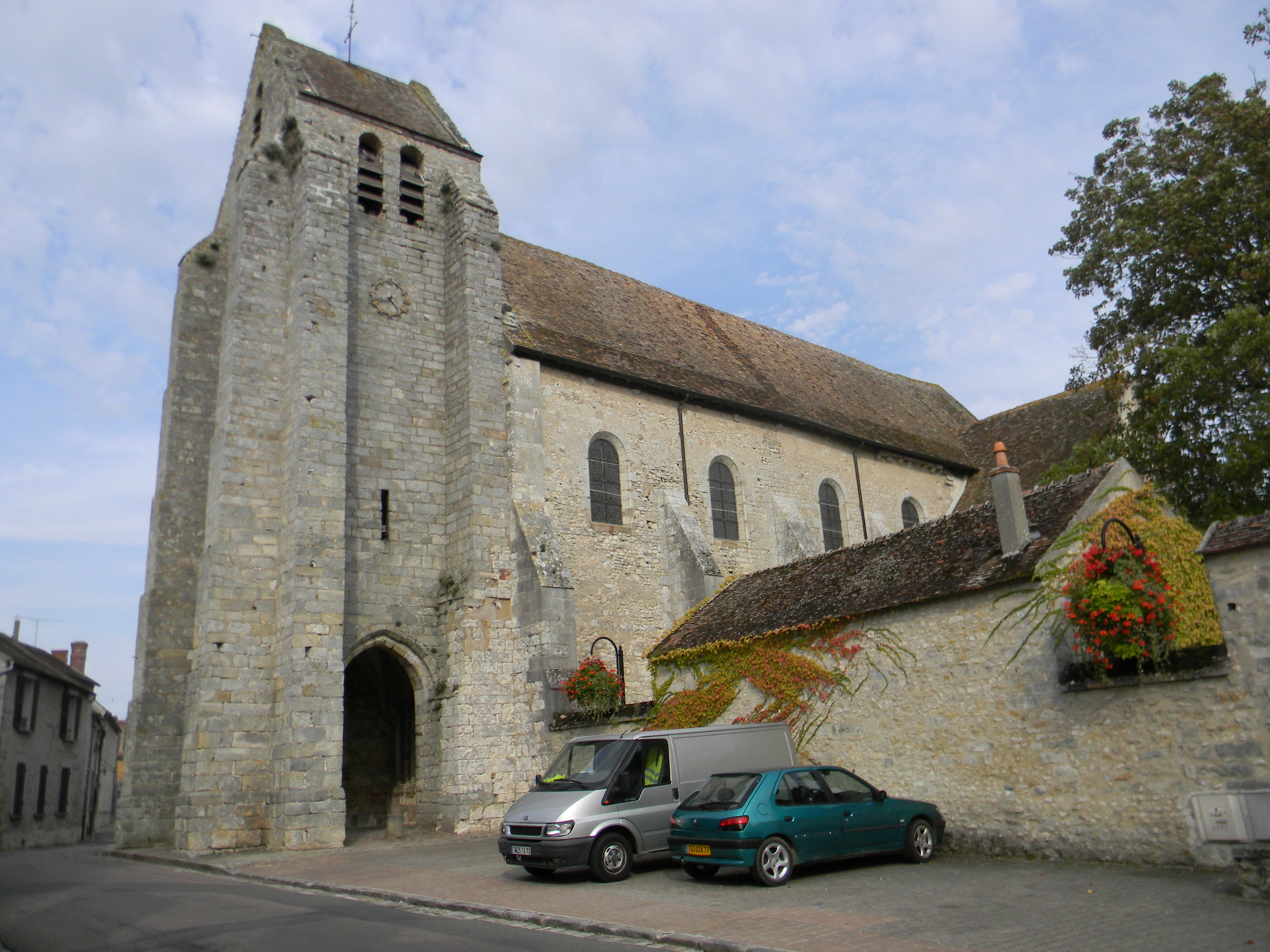
L'église Notre-Dame-et-Saint-Laurent.
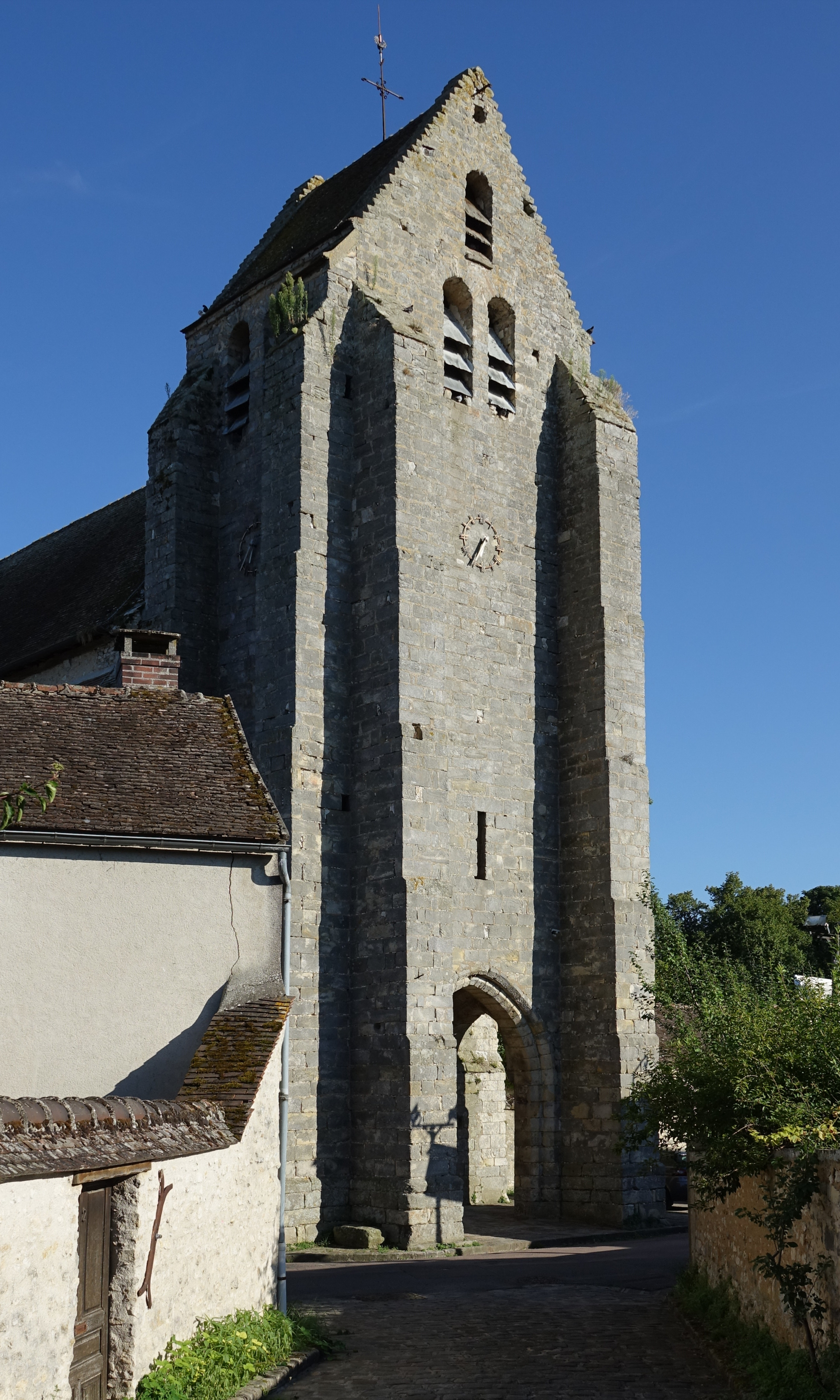
La façade de l'église.
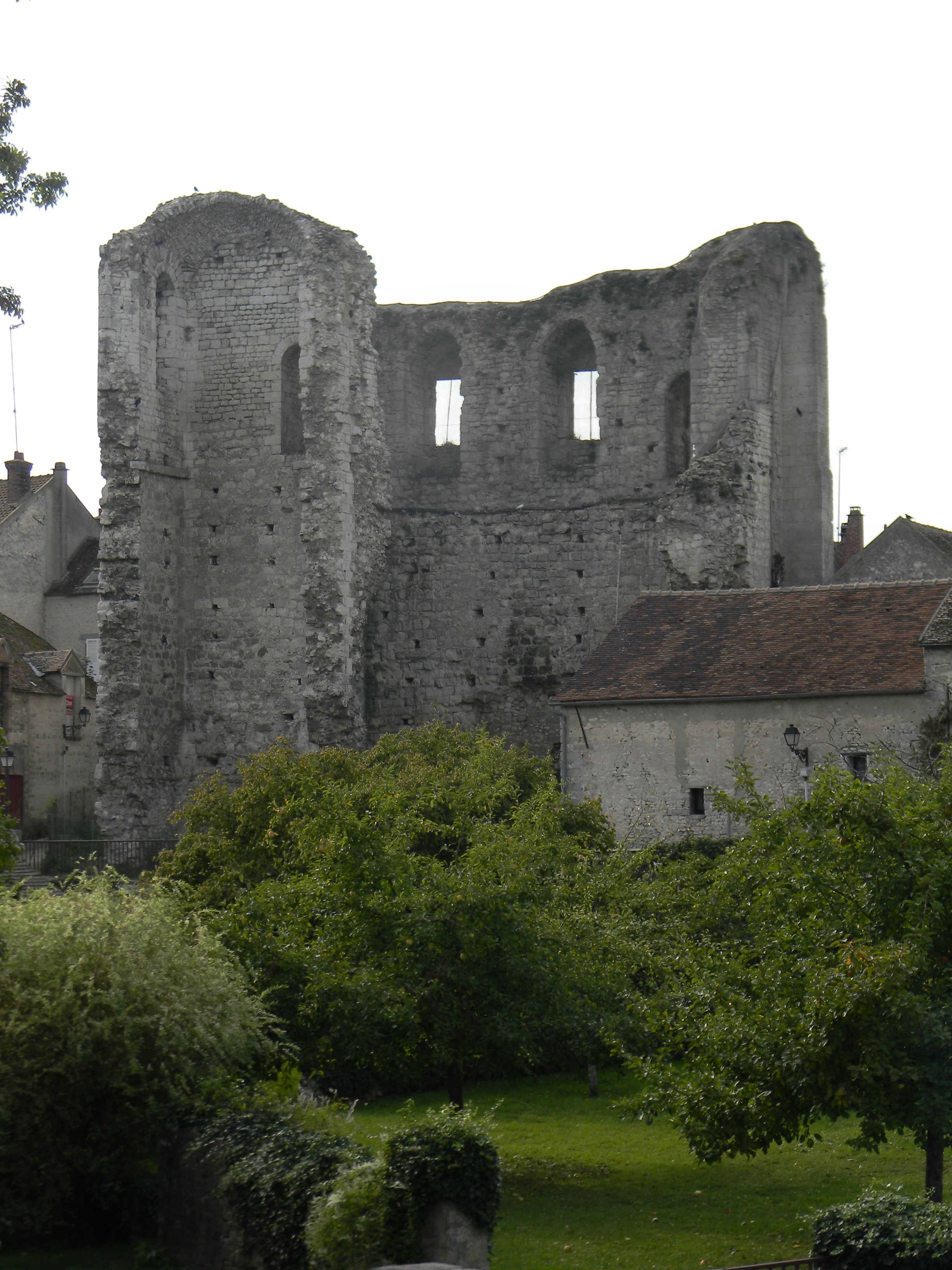
La tour de Ganne.
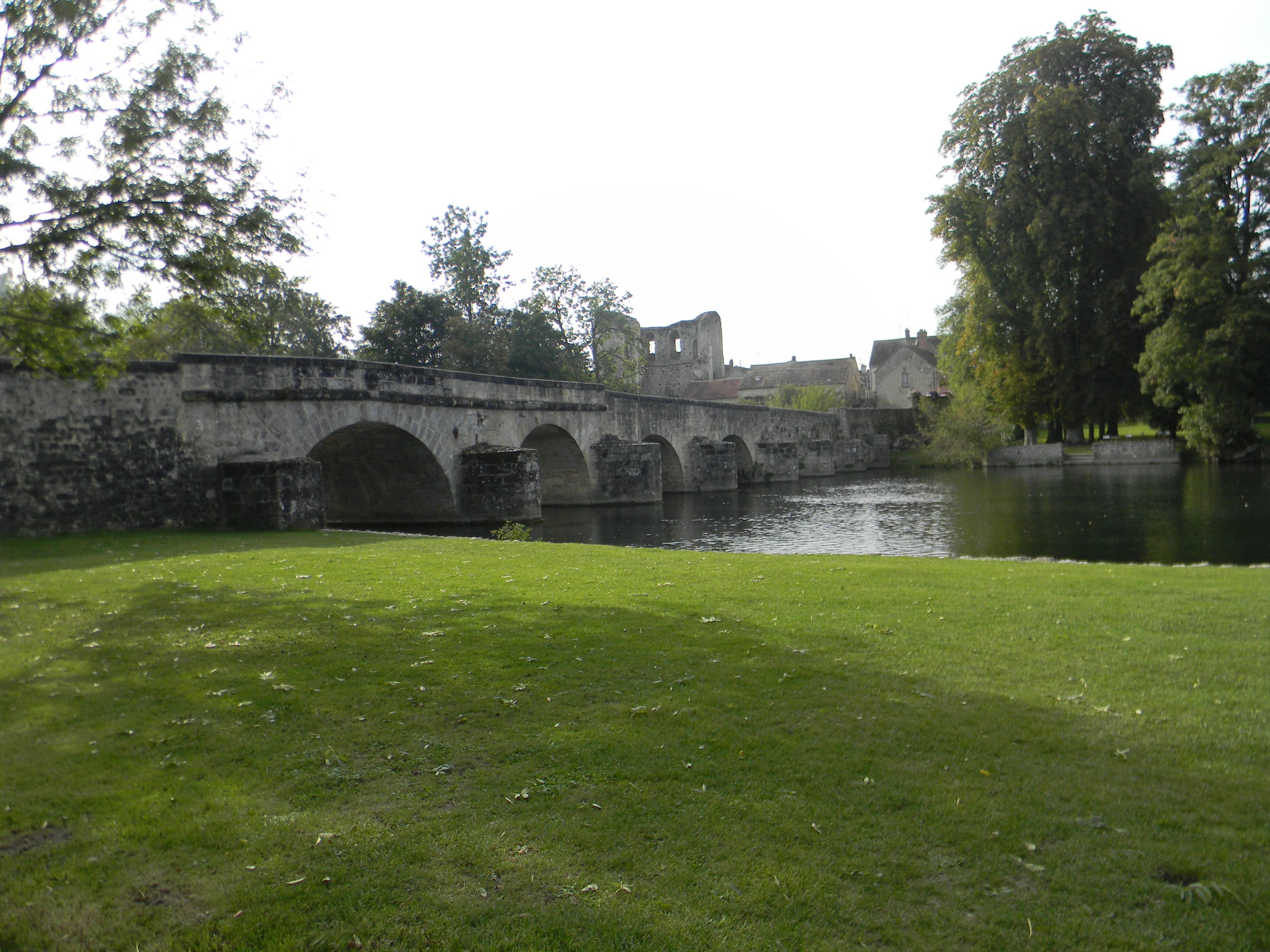
Le vieux pont.
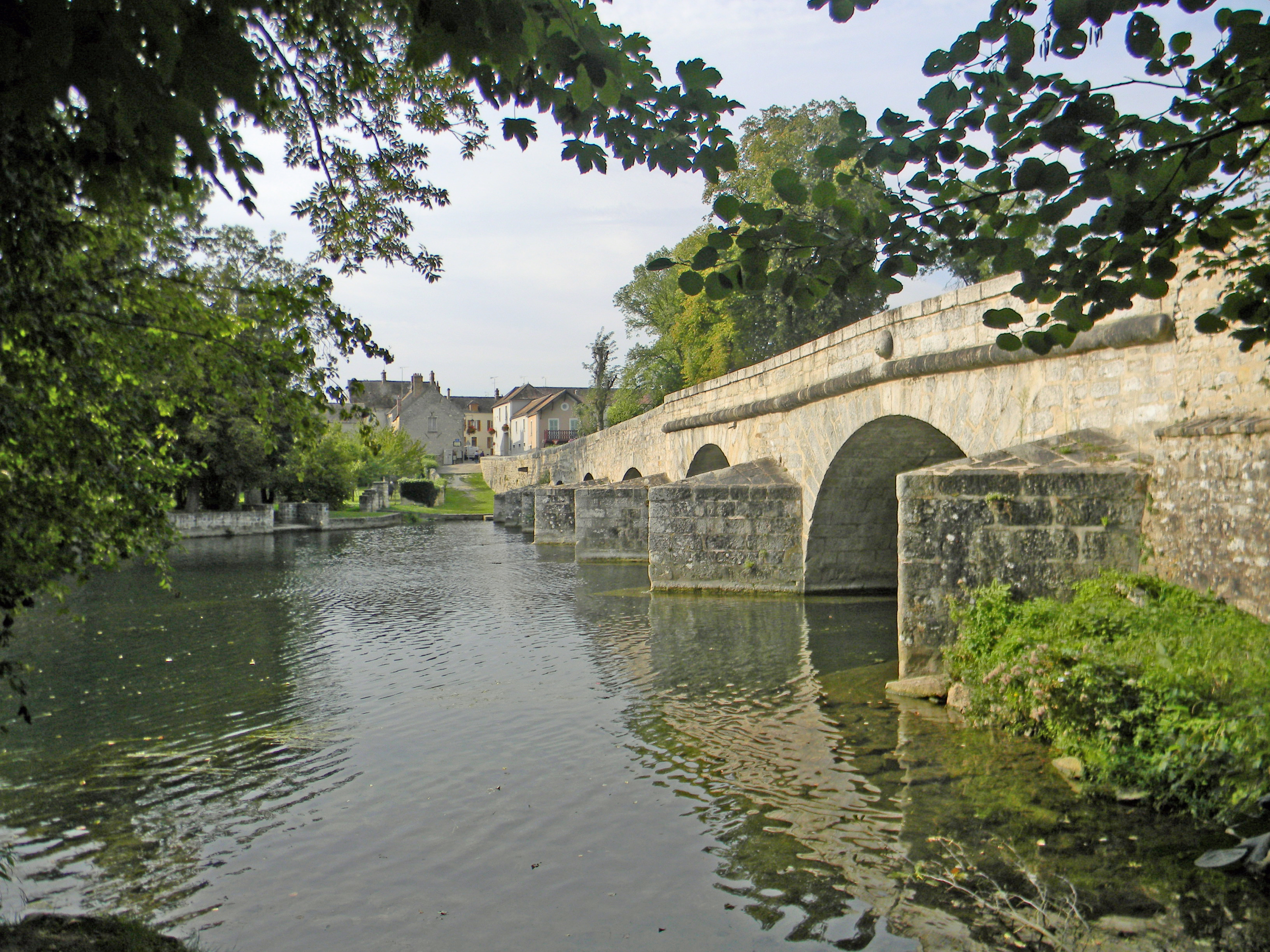
Le vieux pont.
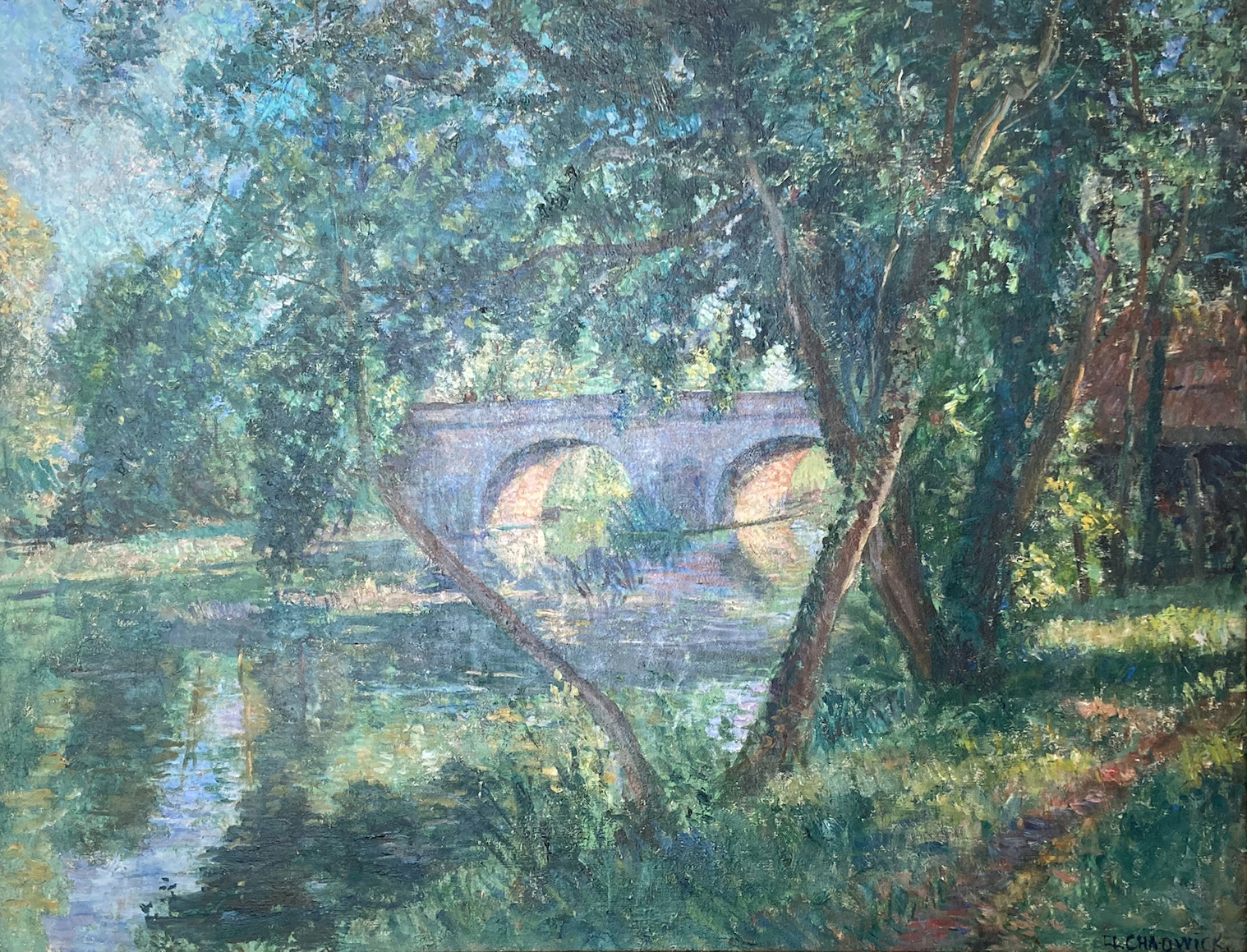
Le vieux pont Emma Löwstädt-Chadwick (1855-1932).
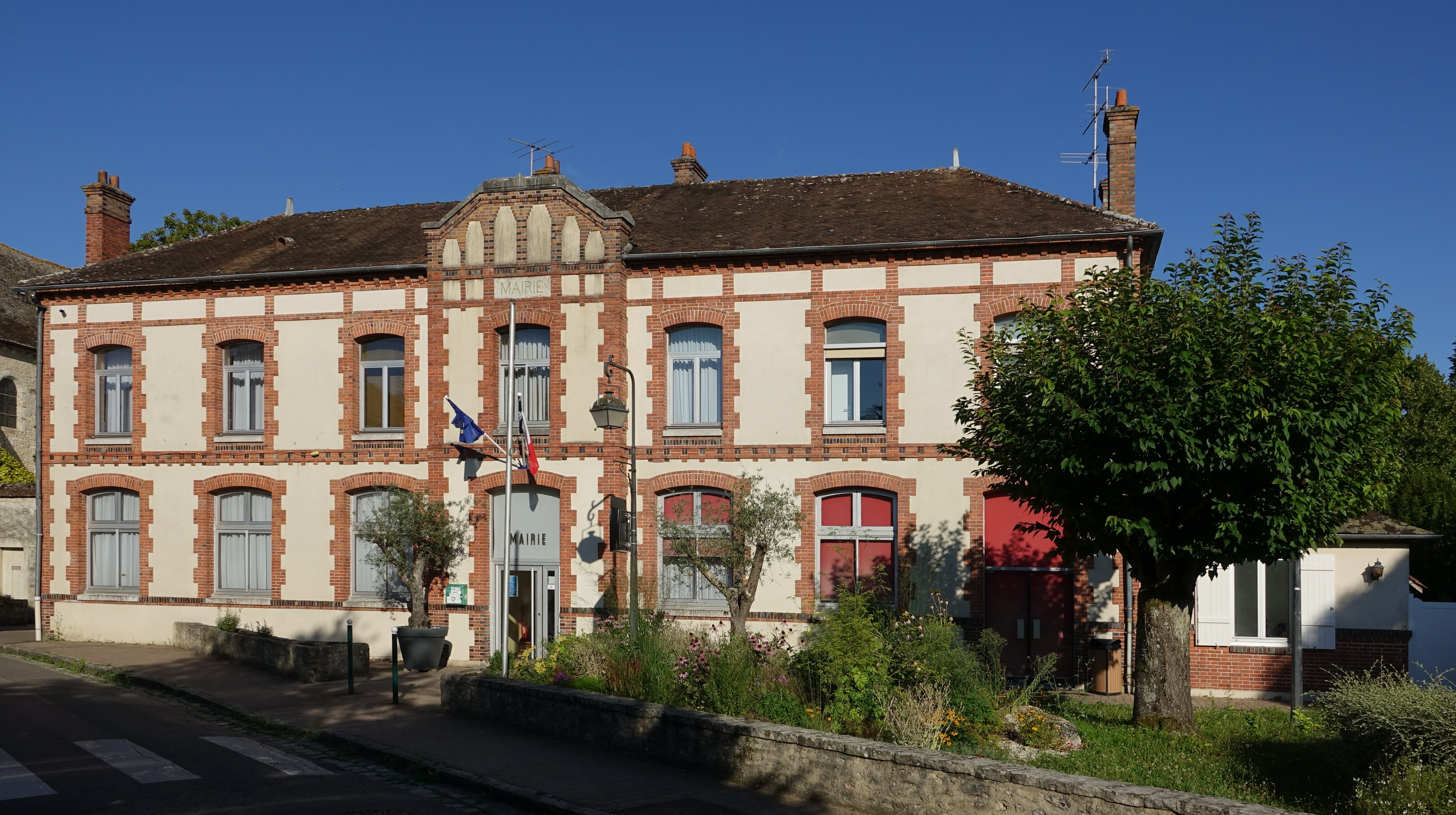
La mairie.

### Patrimoine naturel
Anciennes gravières, forêt de Fontainebleau.

### Personnalités liées à la commune
- Louise de Savoie (1476-1531), mère de François Ier et régente du royaume de France, y est morte.
- Jean-Baptiste-Moïse Jollivet (1753-1818), homme politique sous la Révolution française et haut fonctionnaire sous le Premier Empire, fut maire de Grez-sur-Loing en 1790.
- Laure de Berny (1777-1836), inspiratrice et amante d'Honoré de Balzac, y est morte.
- Jean-Baptiste Camille Corot (1796-1875), peintre français, qui aurait été le premier à découvrir ce site et avoir peint le Pont de Grez-sur-Loing en 1860 (exposé au Currier Gallery of Arts, Manchester, New Hampshire).
- Louisa May Alcott (1832-1888), romancière américaine connue surtout pour son roman Les Quatre Filles du docteur March (Little Women) séjourna à la pension Laurent à Grez-sur-Loing à l'été 1877, où demeurait sa sœur, l'artiste peintre Abigail May Alcott Nieriker.
- L'écrivain écossais Robert Louis Stevenson (1850-1894) y rencontra sa future épouse, l'Américaine Fanny Van de Grift (1840-1914).
- August Strindberg (1849-1912), écrivain suédois, séjourna à Grez-sur-Loing en 1885 avec son épouse Siri von Essen.
- Francis Brooks Chadwick (en) (1850-1942), peintre américain et son épouse Emma Chadwick (1855-1932), peintre suédoise, y vécurent dans une communauté artistique ; la sœur de cette dernière, Eva Löwstädt-Åström (1865-1942), y séjourna souvent[85].
- Frank O'Meara (1853-1888), peintre irlandais.
- Carl Larsson (1853-1919), artiste suédois, y vécut et y peignit parmi ses toiles les plus remarquables. Il y rencontra Karin Bergöö, qui deviendra sa femme.
- Julia Beck (1853-1935), peintre suédoise, y vécut de 1882 à 1885.
- Asai Chu (1856-1907), peintres de paysages japonais, y vécut.
- Richard Bergh (1858-1919), peintre suédois.
- Frederick Delius (1862-1934), musicien germano-britannique, et Jelka Rosen (1868-1935), peintre germano-française, vécurent en ce lieu à partir de 1902, jusqu'à la fin de leurs vies.
- Anshelm Schultzberg (1862-1945), peintre suédois, y vécut.
- Kuroda Seiki (1866-1924), peintre japonais, y vécut.
- René Pottier (1879-1907), coureur cycliste français, y a possédé une propriété.
- Paul Villiers (1883-1914), peintre, y fit de fréquents séjours, sa famille y possédant une maison. Son nom figure sur le monument aux morts de la guerre de 1914-1918.
- Maurice Delage (1906-1959), Compagnon de la Libération, époux de Gilberte Courmes (1910-1951), fille de Marcel Courmes.  Ils sont tous deux inhumés à Grez-sur-Loing.
- Maurice Gendron (1920-1990), violoncelliste.
- François-Eric Gendron (1954-), acteur.
- Louis Welden Hawkins (1849-1910) peintre d'origine anglaise, a fait toute sa carrière en France. Peintre réaliste académique puis symboliste. Œuvres à Orsay et au musée Van Gogh à Amsterdam, ce musée ayant organisé une exposition rétrospective 1993.

### Héraldique
| Blason de Grez-sur-Loing | Blason  | Parti : au 1) d’azur semé de fleurs de lys d’or, à la bande de gueules chargée de trois lionceaux d’argent au 2) coupé au I de gueules au léopard lionné d’or et au II d’argent au lion de gueules. Ornements extérieursTimbré d'une couronne murale et accolé d'un cep de vigne à dextre et de laurier à senestre, liés d'azur. |
| Blason de Grez-sur-Loing | Détails | Figure sur le site de la mairie. |

### «Le Village préféré des Français»
En 2014, la commune est sélectionnée pour l'émission Le Village préféré des Français en tant que représentante de la région Île-de-France. Elle se classe finalement 20e sur 22.